# Istra (řeka)
Istra (rusky Истра) je řeka ve Moskevské oblasti v Rusku. Je 113 km dlouhá. Povodí má rozlohu 2 050 km².

## Průběh toku
Pramení na Moskevské vysočině. Ústí zleva do řeky Moskvy na 247 říčním kilometru.

## Vodní režim
Zdroj vody je převážně sněhový. Průměrný roční průtok vody u vesnice Pavlovskaja Sloboda ve vzdálenosti 12 km od ústí činí 11,3 m³/s.

## Využití
Na horním toku byla vybudována Istrinská přehrada o rozloze 27,4 km², která slouží k zásobování Moskvy vodou. Dolina řeky je velmi malebná a je jednou z nejkrásnějších oblastí v okolí hlavního města. Na řece leží město Istra, sanatoria a rekreační objekty.